# 드랍쉬핑
드랍쉬핑(영어: dropshipping)은 판매자가 상품 재고를 두지 않고 주문을 처리하는 유통 방식을 말한다. 판매자는 상품 재고를 전혀 관리하지 않고, 업체를 통해 상품을 판매한다.

## 일반 유통 방식과의 차이점
상품 공급사, 판매자, 구매자 라는 큰 구성으로 본다면 드랍쉬핑은 일반 유통구조와 크게 다를 것이 없다. 그러나 일반 유통구조와 드랍쉬핑의 가장 큰 차이점은 바로 재고이다. 판매자를 거치지 않고 업체에서 구매자에게 상품을 배송하기 때문에 판매자는 상품을 미리 구매하여 재고로 둘 필요도, 재고를 둘 창고도 필요하지 않다.
판매자는 상품을 홍보하고 마케팅 하는데만 집중하면 된다. 마케팅에 집중하는 만큼 판매자의 수입도 함께 올라간다. 이와 더불어 업체의 입장에서는 쌓인 재고도 내보내고, 별도의 비용없이 홍보가 가능하다는 장점이 있다.

## 상품공급자에 대해
판매자는 상품 제조사, 도소매업체와 직접 거래하여 상품을 공급받을 수 있다. 
하지만 일반인이 제조사나 도매 업체를 직접 컨택해 상품을 판매하는 것이 부담이 될 수 있다. 그래서 드랍쉬핑 판매가 익숙하지 않은 사람들은 드랍쉬핑이 가능한 상품을 모아놓은 사이트를 이용하면 된다.

## 같이 보기
- 물류
- 통신판매